# Битка при Беневенто (1266)

Битката при Беневенто е сражение, състояло се на 26 февруари 1266 г. близо до град Беневенто, в което Шарл Анжуйски нанася поражение на Манфред Сицилийски, който загива в боя. След нея властта на анжуйците в Италия укрепва:с. 197.

## Предистория
Папството се бори дълги години срещу германската императорска династия Хоенщауфен. През 1258 г. незаконният син на император Фридрих II – Манфред – узурпира властта в Кралство Сицилия. Причината са слуховете за смъртта на законния наследник на Фредерик Конрадин, който тогава е в Бавария. Папа Урбан IV през 1263 г. тайно преговаря с Шарл Анжуйски, благославяйки военната му кампания за сицилианската корона.
Френският граф пристига в Рим през 1265 г., но се налага да изчака поради финансови проблеми. В същото време, докато армията на Шарл не преминава Алпите през януари 1266 г., Манфред не атакува, тъй като счита че гибелините от северните италиански градове ще спрат нашествениците. Това обаче не се случва и той решава да даде генерално сражение на нашествениците при Беневенто.

## Битката
Шарл разделя армията си на три части:
- Първите, които срещат врага, са 900 провансалски бойци, под командването на Филип дьо Монфор
- Втората линия се състои от 400 италианци и 1000 войници от Лангедок, под командването на Шарл Анжуйски.
- Задната част на армията е 900 души, командвани от граф Роберт III от Фландрия и конетабъла на Франция.

Манфред изпраща напред сарацинските стрелци. Те са последвани от 1200 германски наемници, подчинени на братовчеда на краля – Джордано Д'Англано и Галвано Англоне. Втората линия се състои от 1000 италиански наемници и 300 сарацински конници под командването на чичото на Манфред, Галвано Ланча. Последната линия, 1400 знатни рицари и феодали, се оглавява от самия сицилиански владетел.
На сутринта Манфред заповядва арабските стрелци и леката конница да преминат моста над река Калоре Ирпино, за да започнат престрелка, но пехотата на Шарл ги принуждава да се оттеглят. Първата редица на сицилианците (или по собствено желание, или по заповед на Манфред) започва атаката, но след успешно начало ходът на боя се обръща и те са победени от втория отряд на французите.
Втората линия на сицилианците, която току-що е преминала през моста, е обградена от войниците на Робърт III, които бързо се разправят с нея. След това повечето благородници забравят клетвата си към Манфред, който се хвърля в битката и умира.

## Последици
Тази битка слага край на властта на Хоенщауфен в Италия. Сицилианското кралство, практически без съпротива признава новия владетел, който може да бъде свален само от последния претендент за трона – Конрад. Шарл кръстосва меча си с него в битката при Талякоцо през август 1268 г.